# Stanley Island (Neuseeland)
Stanley Island (Maori Kawhitu) ist die drittgrößte Insel der Inselgruppe der Mercury Islands, die mit ihren sieben Inseln zu Neuseeland gehört.

## Geographie
Die Inselgruppe, zu der die Insel gehört, befindet sich nordöstlich der Coromandel Peninsula im Norden der Nordinsel von Neuseeland. Innerhalb der Inselgruppe stellt sie mit 1,0 km² die drittgrößte Insel dar und liegt zwischen Middle Island (Aitu) im Westen und Double Island (Moturehu) im Nordosten der Insel. Bis zur Hauptinsel Great Mercury Island (Ahuahu) im Westen sind knapp 4 km Seestrecke zu überwinden. Stanley Island erstreckt sich über 1,75 km in Nordnordwest-Südsüdost-Richtung und misst an seiner breitesten Stelle rund 1,0 km. Mit 137 m Höhe befindet sich die höchste Erhebung an der Südspitze der Insel.
Administrativ zählt die Insel mit der Inselgruppe zu der Region Waikato.

## Geologie
Die Insel ist wie die gesamte Inselgruppe vulkanischen Ursprungs.

## Besitzverhältnisse
Die Insel befindet sich staatlicher Hand, war ursprünglich Teil des Hauraki Gulf Maritime Parks und ist heute Teil des im Jahr 2000 neu gegründeten Hauraki Gulf Marine Park.

## Flora und Fauna
Die Insel, die zum Teil bewaldet ist, ist seit 1991 frei von Kaninchen und frei von der Pazifischen Ratte, die beide einen bedeutsamen Einfluss auf die Vegetation der Insel hatten.
Anteile an der Bewaldung der Insel haben die Baumarten Melicytus ramiflorus und Metrosideros excelsa, die jeweils 10 und 20 Meter hoch wachsen können und in der Sprache der Māori Māhoe genannt werden. Des Weiteren sind Myrsine australis (Māpou) und Beilschmiedia tarairi (Taraire) anzutreffen. Dichtes Manuka-Bunschland rundet das Bild der Insel ab. Insgesamt wurden rund 180 verschiedene Pflanzen auf der Insel lokalisiert.
1964 wurde Stanley Island zusammen mit Double Island als Wildlife Reserve ausgewiesen.